# 漢密登紹布亞口魚
漢密登紹布亞口魚（學名：Thoburnia hamiltoni），為輻鰭魚綱鯉形目亞口魚科的其中一種，為溫帶淡水魚，分布於北美洲美國維吉尼亞州及北卡羅萊納州丹河流域，體長可達18公分，壽命可達5年，棲息岩石底質、流動快速的山區溪流底層水域，以昆蟲幼蟲為食，生活習性不明。